# پودروین
پودروین (به هلندی: Poederoijen) یک منطقهٔ مسکونی در هلند است که در زالت‌بومل واقع شده‌است. پودروین ۹۸۶ نفر جمعیت دارد.